# Thedford
Thedford – wieś w Stanach Zjednoczonych, w stanie Nebraska, siedziba administracyjna hrabstwa Thomas.